# Raad van Vijfhonderd

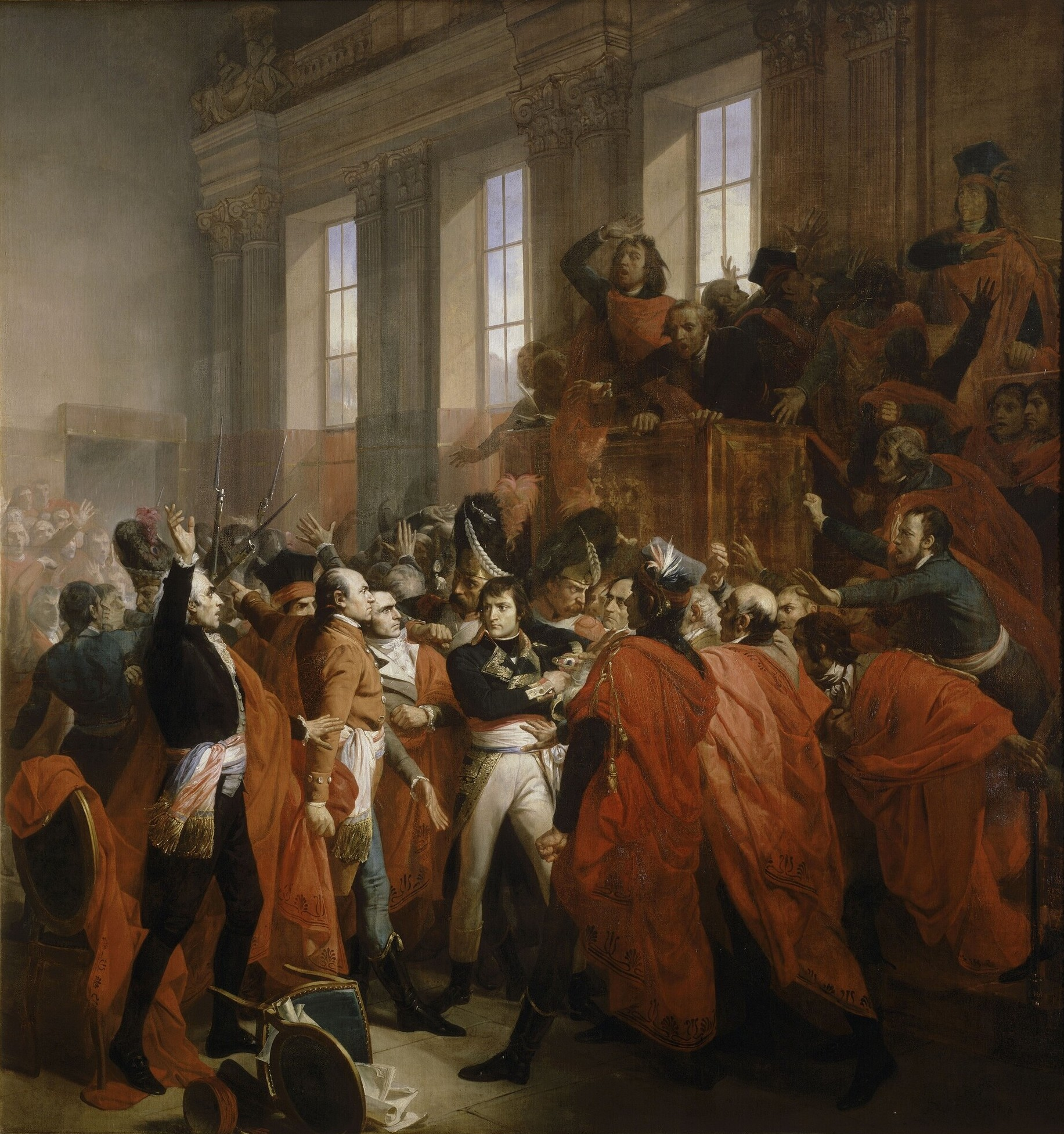
François Bouchot (1840): Generaal Bonaparte in de Raad van Vijfhonderd in Saint-Cloud, 10 november 1799

De Raad van Vijfhonderd (Frans: Conseil des Cinq-Cents) was het lagerhuis van het Franse parlement tijdens de tweede helft van de Franse Revolutie. Het werd ingesteld na de Franse Grondwet van 1795. In deze periode (1795-1799) was een vijfkoppig bestuur (het Directoire) aan de macht in Frankrijk. De Raad van Vijfhonderd was gebaseerd op de Boulè, in de Griekse oudheid een raad van 400 (later 500) leden in Athene.
De Raad van Vijfhonderd zetelde vanaf 28 oktober 1795 in de Salle du Manège van het Tuilerieënpaleis in Parijs en vanaf 21 januari 1798 in het Palais Bourbon. De Raad was onder meer verantwoordelijk voor het initiëren van wetgeving en het samenstellen van een lijst van 50 kandidaten waaruit de Raad der Ouden de vijf leden van het Directoire koos.
Om na de Terreur het Franse politieke systeem meer stabiel te maken, werden de vijfhonderd leden van de Raad verkozen door indirecte verkiezingen waaraan alleen de rijkste burgers deel konden nemen. De leden werden gekozen door zo'n 20.000 kiesmannen, die op hun beurt werden gekozen door (mannelijke) burgers met censuskiesrecht; alleen de Fransen die de meeste belastingen betaalden (en dus het rijkst waren) hadden stemrecht.
Leden moesten minstens 25 jaar oud zijn (later verhoogd tot 30 jaar) en dienden voor een periode van drie jaar; elk jaar werd een derde van de Raad vervangen. Er was een strikte scheiding der machten: leden van het parlement (de wetgevende macht) mochten niet lid van het Directoire (de uitvoerende macht) zijn, en Directoire-leden mochten niet eens aanwezig zijn bij de vergaderingen van de Raad.
De Raad had een roterend voorzitterschap; elke voorzitter diende maar enkele maanden. Pierre Daunou was de eerste voorzitter. Enkele andere voorzitters waren Jean-Charles Pichegru, Jean-Jacques-Régis de Cambacérès, Jean-Baptiste Jourdan en Lucien Bonaparte.

## Geschiedenis

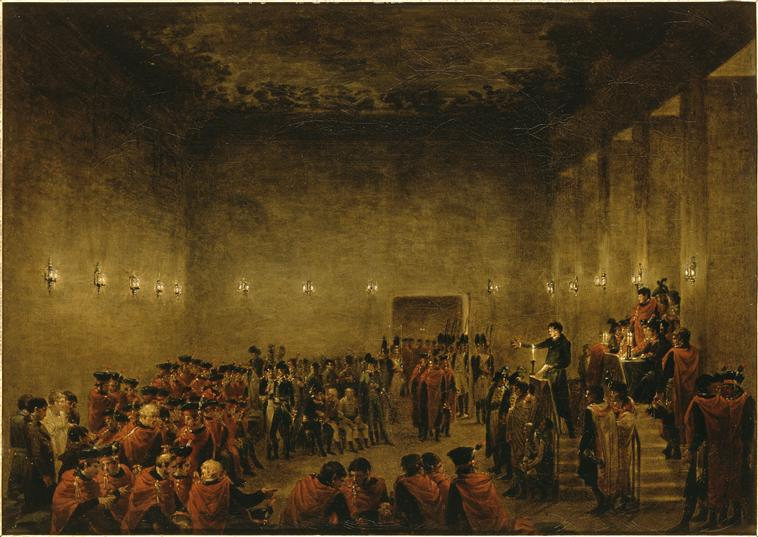
Salle des cinq cents

De Raad verving de Nationale Conventie, dat sinds 1792 als wetgevend orgaan van revolutionair Frankrijk had gefungeerd. De Raad werd ingesteld door de Franse Grondwet van 1795 die op 22 augustus 1795 werd geratificeerd door de Nationale Conventie. De grondwet stelde ook een hogerhuis in, de Raad van Ouden (Conseil des Anciens).
Tijdens de staatsgreep van 18 Brumaire door Napoleon Bonaparte in 1799 verhuisde de Raad van Vijfhonderd tijdelijk van Parijs naar Château de Saint-Cloud, ten westen van de hoofdstad. Toen Bonaparte verscheen in de Oranjerie van het Château waar de Raad van Vijfhonderd in sessie was, werd hij aangevallen door woedende parlementsleden, en alleen door ingrijpen van zijn lijfwachten lukte het hem te ontsnappen. Napoleons broer Lucien Bonaparte, destijds voorzitter van de Raad, glipte de zaal uit en meldde aan de troepen die buiten stonden dat de Raad bedreigd werd door een groep met dolken gewapende afgevaardigden. Hierop marcheerden de troepen de Oranjerie in en ontruimden de zaal.
Na de staatsgreep drukte Napoleon een nieuwe grondwet door, de Grondwet van het Jaar VIII (aangenomen op 24 december 1799), waarbij het Directoire vervangen werd door een nieuw regeringssysteem, het Consulaat, met Napoleon als eerste consul. De Raad van Vijfhonderd en de Raad der Ouden werden vervangen door een nieuw vierkamerig parlement.

## Voorzitters
| Naam                                                                   | van               | tot                                          |
| Pierre Daunou                                                          | 28 oktober 1795   | 21 november 1795                             |
| Marie-Joseph Chénier                                                   | 22 november 1795  | 21 december 1795                             |
| Jean-Baptiste Treilhard                                                | 22 december 1795  | 20 januari 1796                              |
| Armand-Gaston Camus                                                    | 21 januari 1796   | 19 februari 1796                             |
| Antoine Claire Thibaudeau                                              | 20 februari 1796  | 20 maart 1796                                |
| Louis-Gustave Doulcet de Pontécoulant                                  | 21 maart 1796     | 19 april 1796                                |
| Aaron Jean François Crassous                                           | 20 april 1796     | 19 mei 1796                                  |
| Joseph (of Jacques) Defermon des Chapelières                           | 20 mei 1796       | 18 juni 1796                                 |
| Jean Pelet de la Lozère                                                | 19 juni 1796      | 18 juli 1796                                 |
| François-Antoine de Boissy d'Anglas                                    | 19 juli 1796      | 17 augustus 1796                             |
| Claude-Emmanuel de Pastoret                                            | 18 augustus 1796  | 21 september 1796                            |
| Charles Antoine Chasset                                                | 22 september 1796 | 21 oktober 1796                              |
| Jean-Jacques-Régis de Cambacérès                                       | 22 oktober 1796   | 20 november 1796                             |
| Nicolas-Marie Quinette                                                 | 21 november 1796  | 20 december 1796                             |
| Jean Antoine Debry                                                     | 21 december 1796  | 19 januari 1797                              |
| François Marie Joseph Riou de Kersalaün                                | 20 januari 1797   | 18 februari 1797                             |
| Pierre-Antoine Lalloy                                                  | 19 februari 1797  | 20 maart 1797                                |
| Michel Mathieu Lecointe-Puyraveau                                      | 21 maart 1797     | 21 april 1797                                |
| François Lamarque                                                      | 21 april 1797     | 19 mei 1797                                  |
| Jean-Charles Pichegru                                                  | 20 mei 1797       | 18 juni 1797                                 |
| Pierre François Joachim Henry Larivière                                | 19 juni 1797      | 18 juli 1797                                 |
| Joseph Vincent Dumolard                                                | 19 juli 1797      | 17 augustus 1797                             |
| Joseph Jérôme Siméon                                                   | 18 augustus 1797  | 21 september 1797                            |
| François Lamarque                                                      | (interim)         | fructidor jaar V                             |
| Jean-Baptiste Jourdan                                                  | 22 september 1797 | 21 oktober 1797                              |
| François-Toussaint Villers                                             | 22 oktober 1797   | 20 november 1797                             |
| Emmanuel-Joseph Sieyès                                                 | 21 november 1797  | 20 december 1797                             |
| Antoine Boulay de la Meurthe                                           | 21 december 1797  | 19 januari 1798                              |
| Jacques-Charles Bailleul                                               | 20 januari 1798   | 18 februari 1798                             |
| Antoine-François Hardy                                                 | 19 februari 1798  | 20 maart 1798                                |
| Alexis François Pison de Galand                                        | 21 maart 1798     | 19 april 1798                                |
| Joseph Clément Poullain de Grandprey                                   | 20 april 1798     | 19 mei 1798                                  |
| Jacques Antoine Creuzé-Latouche                                        | 20 mei 1798       | 18 juni 1798                                 |
| Marie-Joseph Chénier                                                   | 19 juni 1798      | 19 juli 1798                                 |
| Michel Mathieu Lecointe-Puyraveau                                      | 20 juli 1798      | 17 augustus 1798                             |
| Pierre Daunou                                                          | 18 augustus 1798  | 21 september 1798                            |
| Jean-Baptiste Jourdan                                                  | 22 september 1798 | 21 oktober 1798                              |
| Dieudonné Dubois                                                       | 22 oktober 1798   | 20 november 1798                             |
| Jean Julien Michel Savary                                              | 21 november 1798  | 20 december 1798                             |
| Théophile Berlier                                                      | 21 december 1798  | 19 januari 1799                              |
| Jean-Baptiste Leclerc                                                  | 20 januari 1799   | 18 februari 1799                             |
| Gabriel Malès                                                          | 19 februari 1799  | 20 maart 1799                                |
| Philippe-Laurent Pons                                                  | 21 maart 1799     | 19 april 1799                                |
| Jean-Marie Heurtault de Lamerville                                     | 20 april 1799     | 19 mei 1799                                  |
| Jean Antoine Debry                                                     | 20 mei 1799       | 18 juni 1799                                 |
| Jean-Joseph-Victor Genissieu                                           | 19 juni 1799      | 18 juli 1799                                 |
| Jean-Baptiste Quirot                                                   | 19 juli 1799      | 17 augustus 1799                             |
| Antoine Boulay de la Meurthe                                           | 18 augustus 1799  | 22 september 1799                            |
| Jean-Pierre Chazal                                                     | 23 september 1799 | 22 oktober 1799                              |
| Lucien Bonaparte                                                       | 23 oktober 1799   | 12 november 1799                             |
| Antoine Boulay de la Meurthe, Pierre Daunou en Jean-Ignace Jacqueminot | 22 november 1799  | 21 december 1799 (met Daunou en Jacqueminot) |